# Black Mirror (singolo)
Black Mirror è un singolo del gruppo musicale canadese Arcade Fire, pubblicato il 22 gennaio 2007 come primo estratto dal secondo album in studio Neon Bible.

## Descrizione
La canzone parla di un film con il titolo omonimo.